# Port du Croisic
Le port du Croisic est un port de pêche et de plaisance situé sur la commune du Croisic, dans le département français de la Loire-Atlantique.

## Histoire

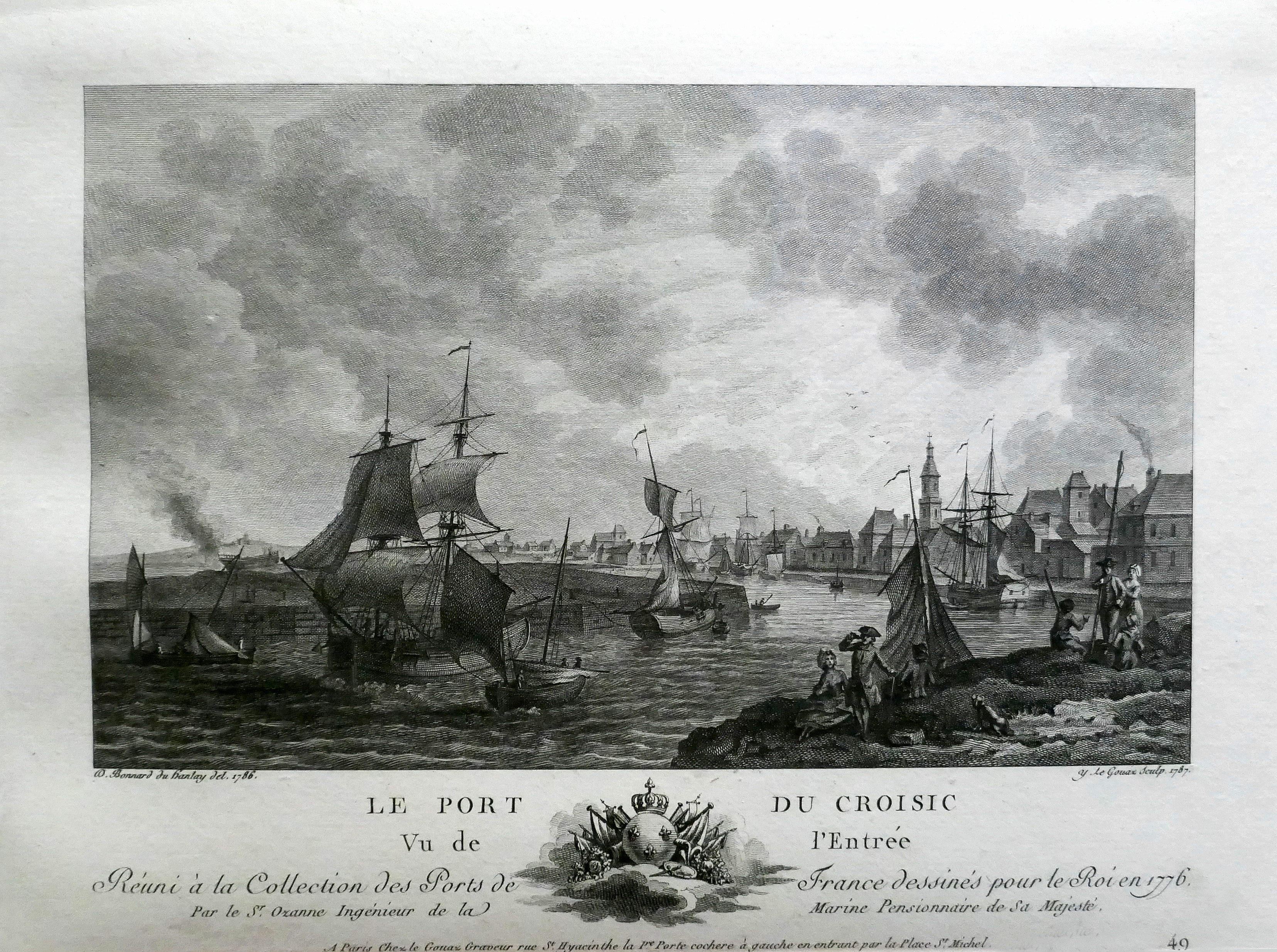
Le port du Croisic vu de l'entrée (1776).

## Présentation

### Le port de pêche
En 2014, une trentaine de bateaux de pêche emploient près de 100 patrons et marins-pêcheurs. La flotte inclut 7 chalutiers au large, 6 chalutiers côtiers, 3 caseyeurs, 4 fileyeurs et 5 ligneurs.
La nouvelle criée a remplacé l'ancien bâtiment en 1982. Elle assure, sept jours sur sept, la vente de la pêche entre pêcheurs et mareyeurs.
L'offre concerne des poissons, des crustacés, des mollusques et des coquillages. Outre les coquilles Saint-Jacques (Pecten maximus), la criée commercialise également les produits de la conchyliculture locale, qui produit des coques, des palourdes et des huitres creuses (Crassostrea).

### Le port de plaisance
Le port de plaisance est situé principalement dans la chambre des vases, ou également bassin Hervé-Rielle,. En 2016, il propose 363 emplacements, dont 27 sont réservés aux visiteurs.
Il est exploité par une société anonyme d'économie mixte locale (SAEML), Loire-Atlantique Pêche et Plaisance.
Le port se présente comme une succession de petits bassins, également appelés « chambres », protégés du clapot par des « jonchères » ; il s'agit d'îlots constitués au cours des siècles par le dépôt du lest des navires, venus embarquer le sel des marais guérandais.
L'accès se fait par le Pertuis du Roi, à l'entrée de la chambre des vases et le long du chenal des Vaux. La chambre des vases se trouve au centre de la localité. Quatre autres emplacements sont également dédiés à la plaisance, le pool, la petite jonchère, le chenal de Pen-Bron et Port Charly.